# Ignacio Aliseda
Ignacio Aliseda (Buenos Aires, 2000. március 14. –) argentin labdarúgó, a svájci Lugano csatárja.

## Pályafutása
Aliseda az argentin fővárosban, Buenos Airesben született. Az ifjúsági pályafutását a helyi Defensa y Justicia akadémiájánál kezdte.
2018-ban mutatkozott be a Defensa y Justicia felnőtt csapatában. 2020 februárjában az amerikai Chicago Fire szerződtette le. Először 2020. július 20-ai, San Jose Earthquakes elleni mérkőzés 90. percében Boris Sekulić cseréjeként lépett pályára. Első gólját 2020. augusztus 26-án, a Cincinnati ellen 3–0-ra megnyert találkozón szerezte.
2022. január 1-jén 3½ éves szerződést kötött a svájci első osztályban érdekelt Lugano együttesével. Január 29-én, a Young Boys ellen 1–0-ra megnyert mérkőzés 76. percében Kreshnik Hajrizit váltva debütált. Február 26-án a Servette ellen 2–0-ra megnyert találkozón megszerezte első gólját a klub színeiben.

## Statisztika
2023. május 29. szerint.
| Klub               | Szezon   | Bajnokság          | Bajnokság | Bajnokság | Kupa  | Kupa  | Nemzetközi | Nemzetközi | Összesen | Összesen |
| Klub               | Szezon   | Bajnokság          | Mérk.     | Gólok     | Mérk. | Gólok | Mérk.      | Gólok      | Mérk.    | Gólok    |
| ------------------ | -------- | ------------------ | --------- | --------- | ----- | ----- | ---------- | ---------- | -------- | -------- |
| Defensa y Justicia | 2018–19  | Primera División   | 16        | 1         | 3     | 1     | 0          | 0          | 19       | 2        |
| Defensa y Justicia | 2019–20  | Primera División   | 11        | 1         | 5     | 0     | 0          | 0          | 16       | 1        |
| Defensa y Justicia | Összesen | Összesen           | 27        | 2         | 8     | 1     | 0          | 0          | 35       | 3        |
| Chicago Fire       | 2020     | MLS                | 20        | 1         | 0     | 0     | 0          | 0          | 20       | 1        |
| Chicago Fire       | 2021     | MLS                | 23        | 4         | 0     | 0     | 0          | 0          | 23       | 4        |
| Chicago Fire       | Összesen | Összesen           | 43        | 5         | 0     | 0     | 0          | 0          | 43       | 5        |
| Lugano             | 2021–22  | Swiss Super League | 13        | 2         | 2     | 0     | 0          | 0          | 15       | 2        |
| Lugano             | 2022–23  | Swiss Super League | 23        | 8         | 3     | 5     | 0          | 0          | 26       | 13       |
| Lugano             | Összesen | Összesen           | 36        | 10        | 5     | 5     | 0          | 0          | 41       | 15       |
| Összesen           | Összesen | Összesen           | 106       | 17        | 13    | 6     | 0          | 0          | 119      | 23       |

## Sikerei, díjai
Lugano
- Svájci Kupa
  - Győztes (1): 2021–22
  - Döntős (1): 2022–23